# Jeremy Meeks
Jeremy Ray Meeks (Tacoma, 7 febbraio 1984) è un modello statunitense; ex membro dei North Side Gangster Crips, Meeks è diventato noto dopo il suo arresto nel 2014, durante una retata chiamata Operation Ceasefire a Stockton, California, dopo la quale la polizia ha pubblicato la sua foto segnaletica su Facebook, diventando virale. Meeks è stato condannato per possesso di un'arma da fuoco e rapina. 
Al suo rilascio dalla prigione di Mendota nel marzo 2016, Meeks ha iniziato una carriera da modello.

## Biografia
Meeks è nato il 7 febbraio 1984, sua madre è Katherine Angier, di suo padre non si conosce l'identità.
Nel 2002, Meeks venne accusato di rapina e lesioni a un ragazzo di 16 anni che aveva aggredito quando lui ne aveva 18. Dopo aver concluso un patteggiamento, venne condannato a scontare due anni in una prigione della California, durante la quale ha ammesso di aver fatto parte dei North Side Gangster Crips. La sua foto segnaletica divenne virale, portandolo a sfilare con grandi aziende dopo essere uscito di prigione.

## Carriera

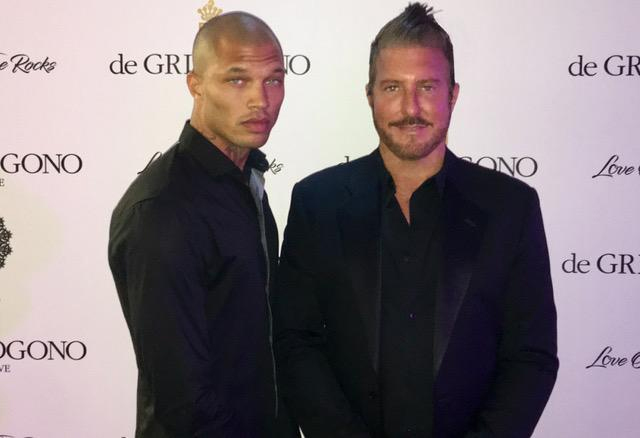
Jeremy Meeks e il suo manager Jim Jordan al Festival di Cannes 2017

Mentre era ancora in prigione e scontava una pena di 27 mesi, Meeks, soprannominato "criminale sexy" dai media, fu scoperto da Jim Jordan e firmò un contratto come modello per la White Cross Management.
Durante la settimana della moda di New York nel febbraio 2017, Meeks ha fatto il suo debutto in passerella. Dopo la sua apparizione, la rivista Vogue lo descrisse come un "bad boy".
Nel giugno 2017 ha sfilato in passerella durante la settimana della moda di Milano, per lo stilista tedesco Philipp Plein.
Nell'agosto 2017 è apparso in una campagna per la casa di moda israeliana di occhiali da sole Carolina Lemke, in parte di proprietà di Bar Refaeli. La campagna ha etichettato il background di Meeks come diverso da quello di Refaeli, che è apparsa nella campagna insieme a Meeks, affermando: "Non c'è mai stato un mix come questo".
Nel 2018, è apparso nel video musicale WiFi della cantante pop russa Ol'ga Buzova. Intraprende successivamente una carriera come attore, apparendo in varie produzioni televisive a partire dal 2020, lavorando per reti come BET+.
Nel novembre 2019, Meeks è diventato ambasciatore del marchio per il duo di fragranze "Gisada Ambassador" della linea di fragranze Gisada Switzerland.
Nel settembre 2019, la società di moda con sede a Francoforte, Fashion Concept GmbH, ha annunciato una partnership da 15 milioni di dollari con Meeks per creare una linea di moda a suo nome. La linea di moda è stata lanciata nel luglio 2020. Nel 2022, la Fashion Concept GmbH ha dichiarato bancarotta dopo che sono state scoperte presunte pratiche fraudolente.

### Scrittura
Meeks ha pubblicato un libro autobiografico intitolato Model Citizen: The Autobiography of Jeremy Meek.

## Vita privata
Jeremy Meeks ha un figlio con Melissa Meeks, con cui è stato sposato dal 2008 al 2018. Nel giugno 2017, è stato riferito che Meeks ha una relazione con Chloe Green, figlia dell'imprenditore Philip Green. Il 29 maggio 2018, Green ha dato alla luce il primo figlio della coppia, Jayden Meeks-Green. La relazione di Green con Meeks è terminata ufficialmente nell'agosto 2019, dopo che è stata fotografata in atteggiamenti intimi con il giocatore di polo, Rommy Gianni.